# Apostelfenster (Maël-Pestivien)

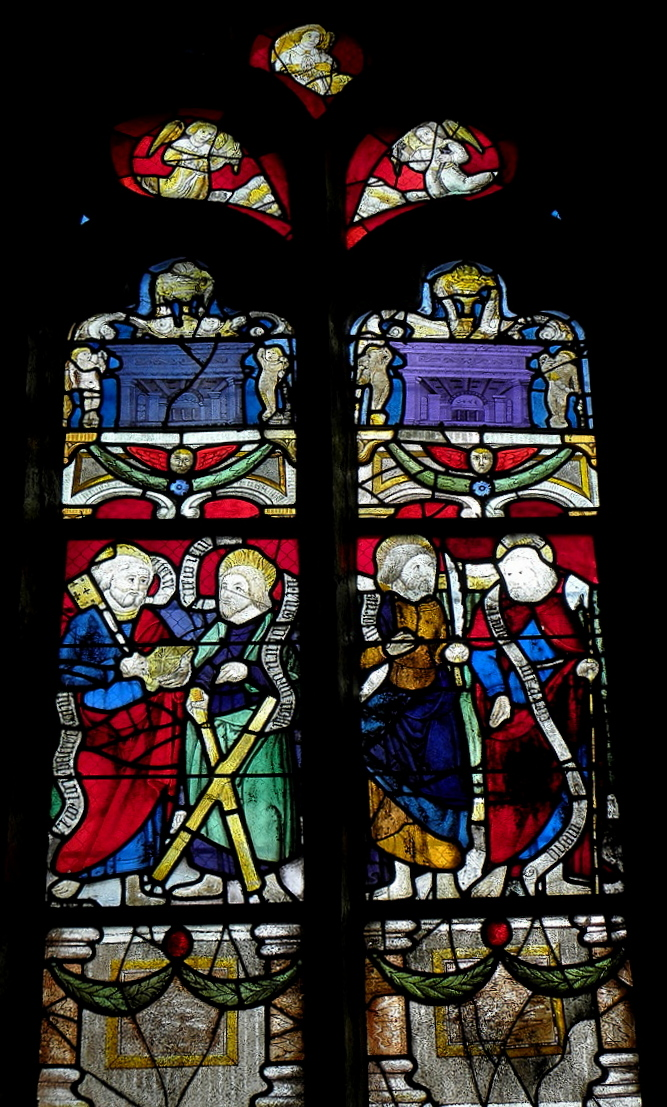
Apostelfenster in Maël-Pestivien

Das Apostelfenster in der katholischen Kirche St-Laurent in Maël-Pestivien, einer französischen Gemeinde im Département Côtes-d’Armor der Region Bretagne, wurde im 16. Jahrhundert geschaffen. Das Bleiglasfenster wurde 1964 als Monument historique in die Liste der geschützten Objekte (Base Palissy) in Frankreich aufgenommen.
Das Fenster Nr. 6 im Chor wurde von einer unbekannten Werkstatt geschaffen. Es zeigt auf zwei Lanzetten vier Apostel: Petrus und Andreas (links), Simon und Matthias (rechts). Im Maßwerk sind drei Engel mit den Arma Christi zu sehen. 
Neben dem Apostelfenster ist noch das Passionsfenster aus der Zeit der Renaissance in der Kirche erhalten.   

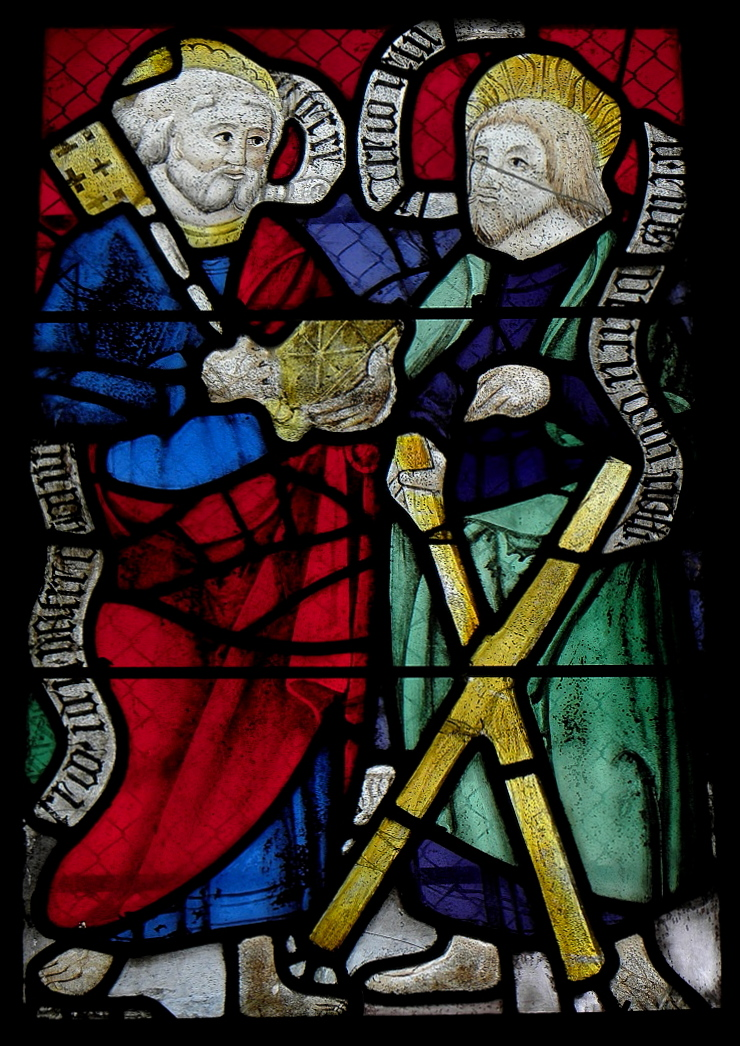
Petrus (mit Schlüssel) und Andreas mit Andreaskreuz
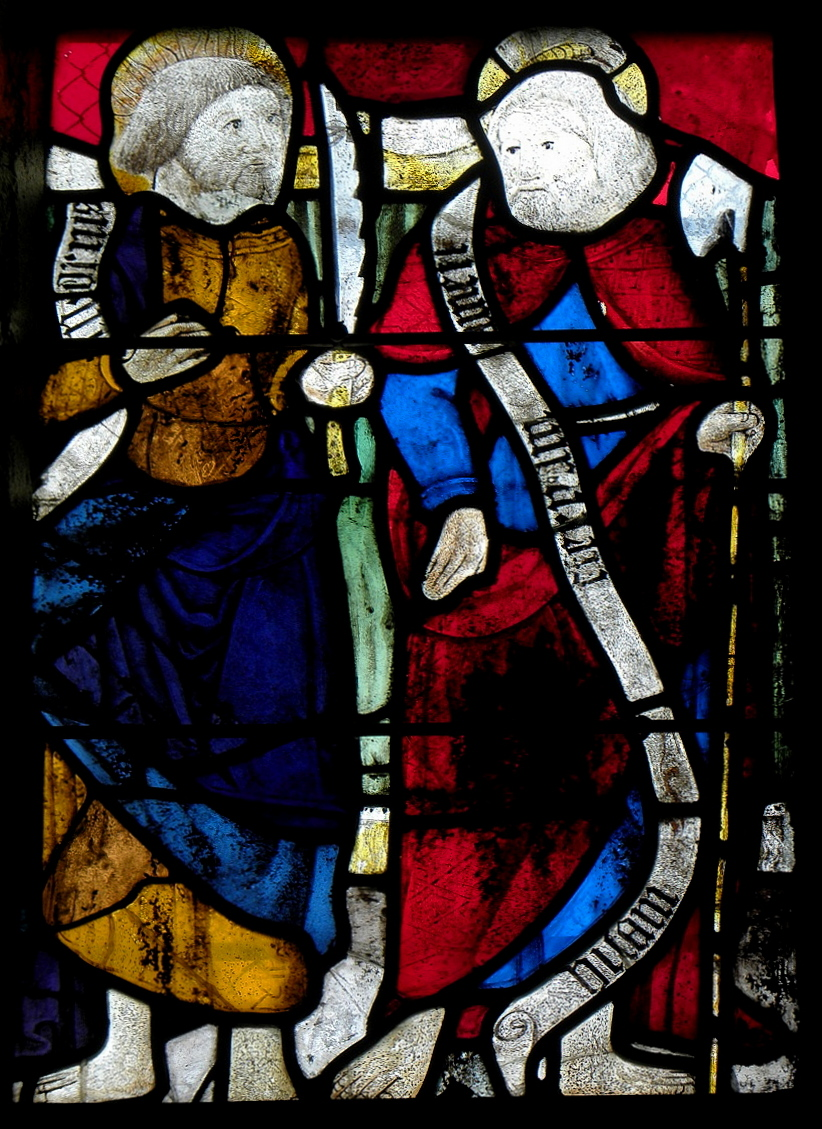
Simon und Matthias mit dem Schriftband VITAM AETERNAM (bis in alle Ewigkeit)
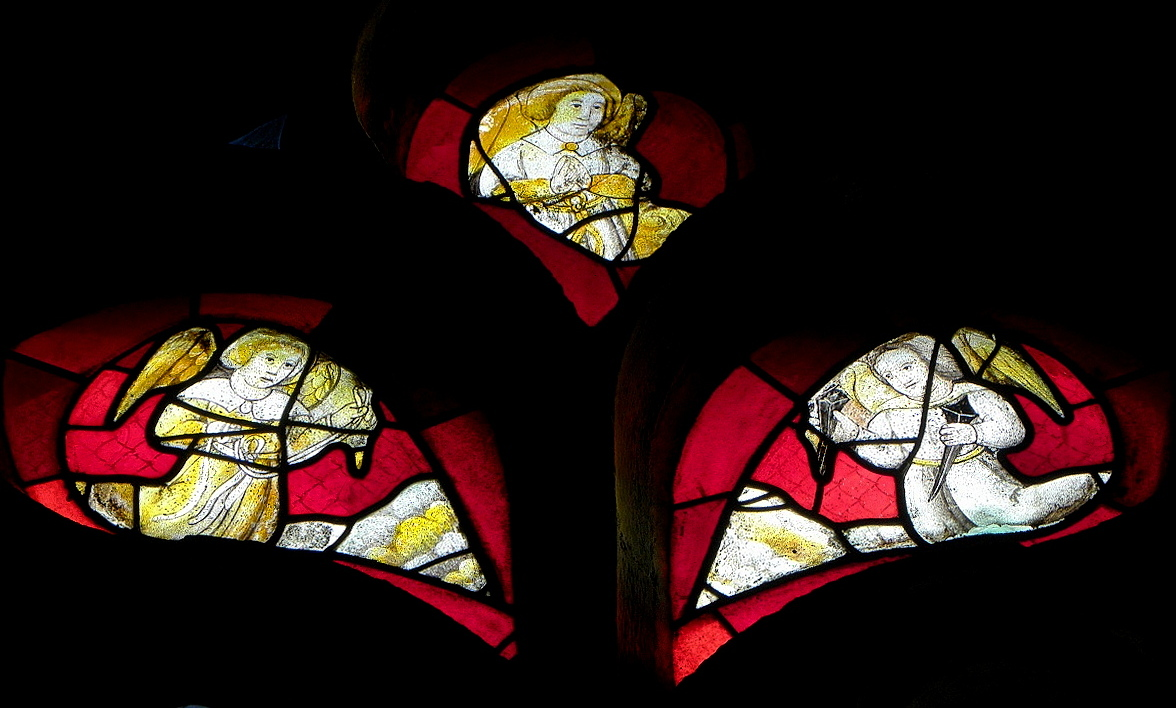
Maßwerk mit Engeln, die Arma Christi tragend